# Zivilverdienstmedaille (Bayern)

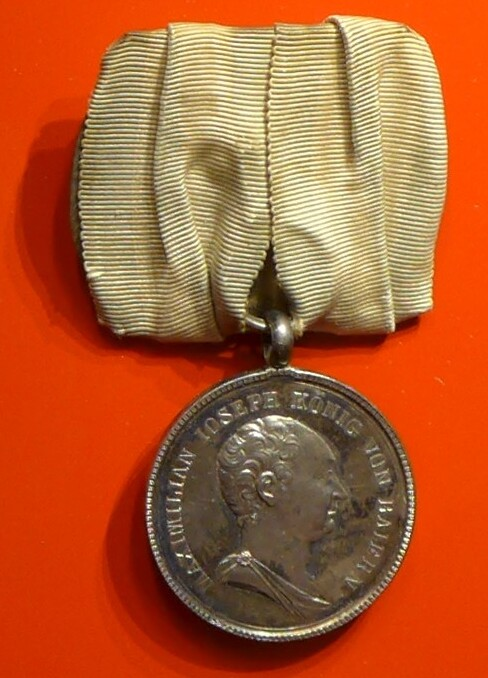
Zivilverdienstmedaille

Die Zivilverdienstmedaille, auch Ehrenmünze genannt, war die älteste und höchste zivile Verdienstmedaille des Königreichs Bayern.
Sie wurde von Kurfürst Karl Theodor zu seinem 50. Regierungsjubiläum am 31. Dezember 1792 in einer Stufe zur Belohnung für Verdienste um Kurpfalz-Bayern und das Haus Wittelsbach gestiftet. 1805 wurde sie von Max Joseph für zivile Staatsdiener in den Stufen Gold und Silber erneuert, die sich im Krieg gegen Österreich ausgezeichnet hatten. Als 1808 der Zivil-Verdienstorden der Bayerischen Krone gestiftet wurde, wurde die Medaille zu dessen niedrigster Ordensklasse bestimmt. 
Sie wurde bis zur Novemberrevolution 1918 an Zivilisten verliehen, die sich für diesen Orden qualifiziert hatten, deren Rang aber unter dem der Kollegialräte lag. Die Inhaber kamen im Rang nach Gemeindevorstehern und genossen das Privileg, bei Gesuchen bevorzugt zu werden. Sie galten als Mitglieder des Verdienstordens, aber nicht als Ritter und hatten weder Anspruch auf Nobilitierung noch auf eine Versorgung ihrer Kinder.

## Versionen
Die erste Version von 1792 bestand aus Silber, hatte einen Durchmesser von 40 mm und war nicht tragbar. Sie zeigt im Avers das nach rechts gewendete Brustbild Karl Theodors mit Allongeperücke und der Legende CARL THEODOR PFALZGRAV BEI RHEIN CHURFÜRST, darunter die Initialen A. S. (Anton Schäffer) und im Abschnitt Im funfzigsten / Regierungsjahre. Das Revers zeigte die zweizeilige Inschrift DEM / VERDIENSTE im Eichenkranz.
Die Medaille von 1805 wurde mit einem Durchmesser von 34 mm ausgegeben und zeigt im Avers das nach rechts gewandte Porträt von Max Joseph in einem antiken Chlamys mit der Umschrift MAXIMILIAN IOSEPH CHURFÜRST VON PFALZBAYERN. Im Revers ist die fünfzeilige Inschrift DEM / VERDIENSTE / UM FÜRST / UND / VATERLAND, die von einem Kranz, rechts von Lorbeer- und links von Eichenzweigen, umschlossen ist. 
Die ab 1808 ausgegebenen Medaillen waren 2 mm größer und trugen die Inschrift MAXIMILIAN IOSEPH KÖNIG VON BAIERN, Portrait und Revers blieben unverändert.

## Band und Trageweise

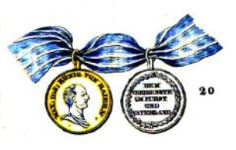
Die Medaille am Band

Am 13. April 1807 wurde ein einheitliches seidenes Band aus drei hellblauen und zwei weißen Streifen eingeführt, an dem die Medaille an der linken Brust oder im Knopfloch getragen wurde.

## Bekannte Inhaber
Die Medaille wurde tausendfach vergeben, sodass genaue Verleihungszahlen nicht zu ermitteln sind. Unter den bekanntesten Inhabern befindet sich der Dichter der Bayernhymne Michael Öchsner.